# Leonardo Lessius
Leonardo Lessius ou Leonardus Lessius ou Lenaert Leys (Brecht, 1 de outubro de 1554 – Lovaina, 15 de janeiro de 1623) foi um jesuíta teólogo e moralista e pioneiro da Ética nos Negócios.
Ingressou na companhia de Jesus em 1572, após concluir os estudos teológicos em Roma com Francisco Suárez e Roberto Bellarmino, tornou-se professor de teologia na Universidade de Lovaina.
Condenou as ideias que Miguel de Baius, o baianismo que precede ao jansenismo, sobre a predestinação, e por sua vez foi acusado por Baio de semipelagianismo porque parecia enfatizar demais o livre arbítrio do homem.
Em 1615 o Papa Paulo V teve oportunidade de lhe agradecer pessoalmente pelos serviços prestados.

## Obras

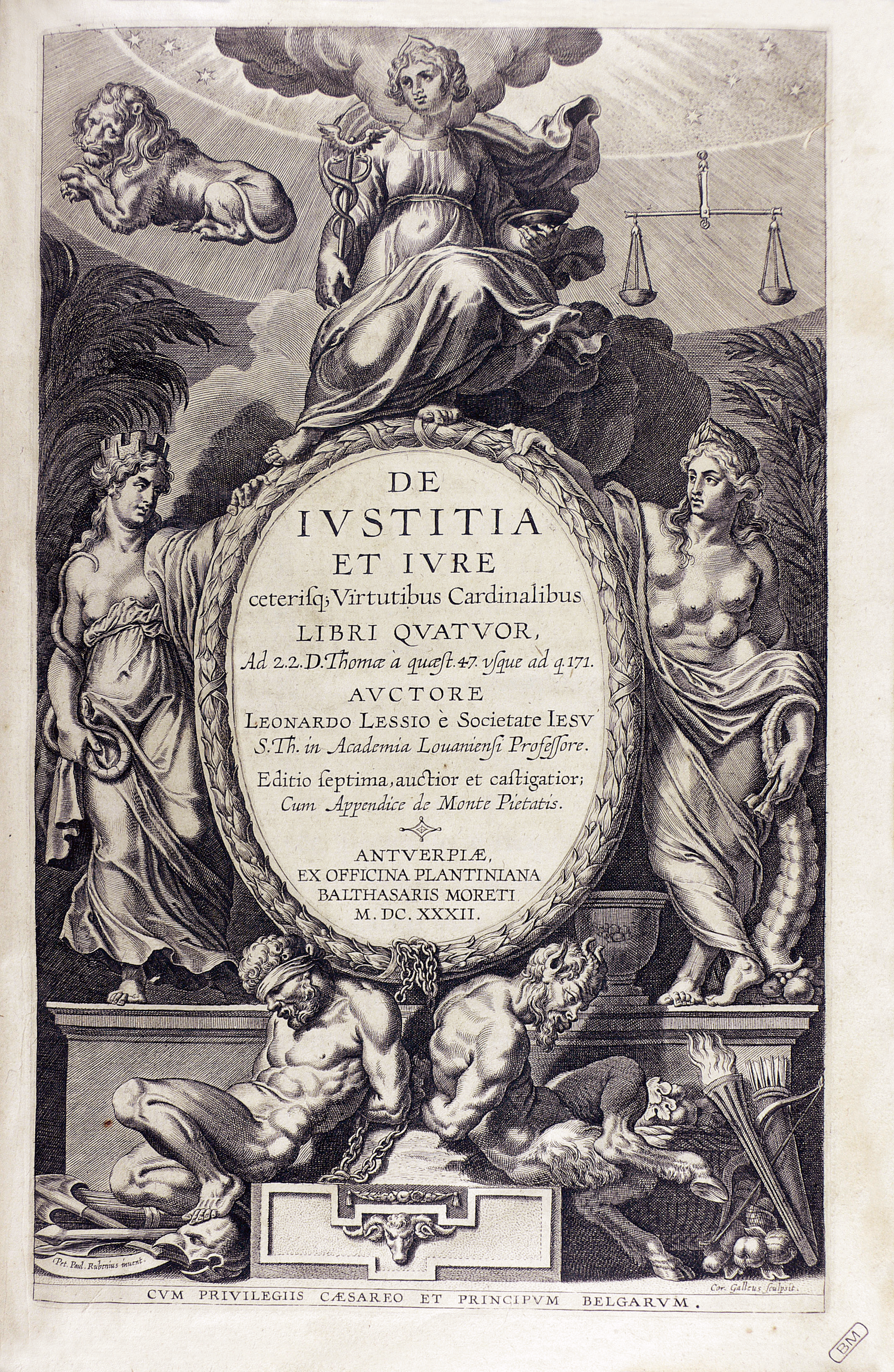
De iustitia et iure, 1632.

De gratia efficaci

- De Iustitia et Iure, Lovania, 1605.
- De Bono Statu eorum qui vovent..., Colônia, 1615.
- De perfectionibus moribusque divinis, Ambères, 1620.